# Alexander Agustín López
Alexander López Rodríguez (Tegucigalpa, Francisco Morazán, Honduras; 5 de junio de 1992) es un futbolista hondureño, Juega en la posición de mediocampista y actualmente juega en Olancho F.C. de la Liga Nacional de Honduras.

## Trayectoria
Nació en Tegucigalpa, Francisco Morazán en el año 1992, entró a las fuerzas básicas del Club Deportivo Olimpia cuando tenía 7 años y debutó profesionalmente con este club a los 18 años.
El 8 de agosto de 2010, Alexander López hizo su debut en el fútbol profesional con el Club Deportivo Olimpia, en un partido frente al Hispano Futbol Club, entrando de cambio por Bani Lozano al minuto 70, López debutó anotando un gol que puso el marcador 2-0, así marcando su primer gol con el Club Deportivo Olimpia. Hizo su debut en torneos internacionales un 17 de agosto de 2010 en un partido ante el Puerto Rico Islanders por la Concacaf Liga de Campeones, entrando de cambio al minuto 64, sustituyendo a Bani Lozano una vez más, el partido finalizó con un marcador de 1-1. López impresionó a muchos en su primera temporada, logrando anotar 7 goles en 22 partidos, teniendo tan solo 19 años. También hizo 3 asistencias en la Concacaf Liga de Campeones, terminando esa temporada con 8 goles y 15 asistencias. Como resultado de su excelente participación, Alexander fue de interés para varios clubes en Europa como Tottenham Hotspur, Trabzonspor, Società Sportiva Calcio Napoli y Málaga Club de Fútbol.
Al inicio de la Temporada 2011-12, López continuó con su excelente rendimiento en el Club Deportivo Olimpia, marcando 2 goles y haciendo 3 asistencias en los primeros 6 partidos de tal temporada y también hizo un gol y dos asistencias en la Concacaf Liga Campeones 2011-12 con el Club Deportivo Olimpia. Terminó la temporada con el Olimpia, teniendo una lesión de ligamentos cruzados.
Después de los Juegos Olímpicos de Londres 2012, López volvió a ser de interés para clubes en Europa, esta vez le interesó al Rosenborg Ballklub y al Wigan Athletic. Lamentablemente estas posibilidades de fichaje terminaron en nada y Alexander López continuó jugando para el Club Deportivo Olimpia en la siguiente temporada. Él continuó con su excelente estilo de juego que lo definía desde su primera temporada con este club, anotando 6 goles en los primeros 12 juegos y haciendo 9 asistencias de gol. Se rumoreó que el Olimpia había recibido ofertas del Houston Dynamo de la MLS, después de que su compatriota y futbolista del Houston Dynamo, Oscar Boniek García lo había recomendado con el entrenador de este club. Alexander López también llamó la atención de otros clubes de la MLS como el Toronto FC y del San Jose Earthquakes que también jugaba un compatriota de él, Víctor Bernardez. Sin embargo, el volante no logró fichar con ninguno de estos equipos. Alexander López continuaría jugando con el Club Deportivo Olimpia en la siguiente temporada, terminando la temporada con 12 goles y 21 asistencias de gol en 26 partidos que disputó.
El 6 de agosto de 2013 firmó con el Houston Dynamo de la Major League Soccer, por U$D 1.2 millones. Hizo su debut con el Houston Dynamo, el 20 de agosto de 2013 en un partido frente al W Connection de Trinidad y Tobago, por la Concacaf Liga Campeones 2013-14, el partido terminó con un marcador de 0-0.

## Selección nacional
Ha sido internacional con la Selección de fútbol de Honduras. En octubre de 2010, López fue convocado por Juan de Dios Castillo para integrar por primera vez la selección absoluta, que enfrentó a las selecciones de Nueva Zelanda y Guatemala. Antes había disputado la Copa Mundial de Fútbol Sub-17 de 2009 en Nigeria.

### Participaciones en Eliminatorias al Mundial
| Eliminatorias                 | Resultado                 | Partidos | Goles |
| ----------------------------- | ------------------------- | -------- | ----- |
| Eliminatorias Mundial de 2018 | 4° lugar (No clasificado) | 5        | 1     |

### Participaciones en Copa de Oro
| Copa de Oro      | Sede           | Resultado        | Partidos | Goles |
| ---------------- | -------------- | ---------------- | -------- | ----- |
| Copa de Oro 2013 | Estados Unidos | Cuarto lugar     | 5        | 0     |
| Copa de Oro 2013 | Estados Unidos | Cuartos de final | 3        | 0     |

### Participaciones en Copas Centroamericana
| Copa Centroamericana      | Sede   | Resultado | Partidos | Goles |
| ------------------------- | ------ | --------- | -------- | ----- |
| Copa Centroamericana 2011 | Panamá | Campeón   | 2        | 0     |
| Copa Centroamericana 2017 | Panamá | Campeón   | 1        | 0     |

### Participaciones en Juegos Olímpicos
| Juegos Olímpicos | Sede        | Resultado        | Partidos | Goles |
| ---------------- | ----------- | ---------------- | -------- | ----- |
| Londres 2012     | Reino Unido | Cuartos de final | 3        | 0     |

### Goles internacionales
| #   | Fecha                   | Lugar                                           | Rival             | Goles | Resultado | Competición                       |
| --- | ----------------------- | ----------------------------------------------- | ----------------- | ----- | --------- | --------------------------------- |
| 1.º | 1 de septiembre de 2017 | Estadio Ato Boldon, Couva                       | Trinidad y Tobago | 0-1   | 1–2       | Eliminatorias Concacaf Rusia 2018 |
| 2.º | 20 de noviembre de 2018 | Estadio Municipal Germán Becker, Temuco         | Chile             | 1-1   | 4–1       | Amistoso                          |
| 3.º | 15 de noviembre de 2020 | Estadio Doroteo Guamuch Flores, Cd de Guatemala | Guatemala         | 2-1   | 2–1       | Amistoso                          |
| 4.º | 24 de marzo de 2021     | Estadio Torpedo, Minsk                          | Bielorrusia       | 1-1   | 1–1       | Amistoso                          |

## Clubes
| Club           | País           | Año         | Partidos | Goles |
| -------------- | -------------- | ----------- | -------- | ----- |
| Olimpia        | Honduras       | 2010 - 2013 | 51       | 23    |
| Houston Dynamo | Estados Unidos | 2013 - 2015 | 28       | 1     |
| Olimpia        | Honduras       | 2016        | 19       | 2     |
| Al-Khaleej     | Arabia Saudita | 2016        | 12       | 3     |
| Olimpia        | Honduras       | 2017        | 35       | 13    |
| Alajuelense    | Costa Rica     | 2018 - 2023 | 274      | 36    |
| Olancho        | Honduras       | 2024 - Act. | 7        | 1     |

## Palmarés

### Campeonatos nacionales
| Título        | Club        | País       | Año  |
| ------------- | ----------- | ---------- | ---- |
| Apertura 2011 | Olimpia     | Honduras   | 2011 |
| Clausura 2012 | Olimpia     | Honduras   | 2012 |
| Apertura 2012 | Olimpia     | Honduras   | 2012 |
| Clausura 2013 | Olimpia     | Honduras   | 2013 |
| Clausura 2016 | Olimpia     | Honduras   | 2016 |
| Apertura 2020 | Alajuelense | Costa Rica | 2020 |

### Campeonatos internacionales
| Título               | Club                  | Sede       | Año  |
| -------------------- | --------------------- | ---------- | ---- |
| Copa Centroamericana | Selección de Honduras | Panamá     | 2011 |
| Copa Centroamericana | Selección de Honduras | Panamá     | 2017 |
| Liga Concacaf        | Olimpia               | Honduras   | 2017 |
| Liga Concacaf        | Alajuelense           | Costa Rica | 2020 |

### Distinciones individuales
| Distinción                                     | Año  |
| ---------------------------------------------- | ---- |
| Novato del Año en la Liga Nacional de Honduras | 2010 |
| Latino de la Jornada en la Major League Soccer | 2015 |
| Balón de Oro en la Liga Concacaf               | 2020 |